# محمدرضا غبیشاوی
محمدرضا غبیشاوی (زادهٔ ‎۴ بهمن ۱۳۷۸) بازیکن فوتبال است که در پست هافبک برای باشگاه فوتبال صنعت نفت آبادان در لیگ برتر خلیج فارس بازی می‌کند.